# Loil
Loil (spreek uit als Lool) is een dorp in de gemeente Montferland in de Liemers, provincie Gelderland, Nederland. Het dorp ligt aan de noordzijde van Didam en heeft ongeveer 1600 inwoners.

## Uitspraak plaatsnaam
De spelling was oorspronkelijk 'Loel', waarbij de 'e' zorgt voor verlenging van de 'o', zoals in het Duits gebeurt (de Duitse stad Soest wordt uitgesproken als 'Zoost'). De uitspraak was toen dus al 'Lool'. Later is de 'e' vervangen door een 'i', die eveneens de 'o' verlengt. Andere voorbeelden van plaatsnamen met zo'n verlengde 'o' zijn Oirschot, Helvoirt, Goirle en Oisterwijk. Zo ook de Duitse naam 'Voigtländer' (spreek uit als 'Fooktlender').

## Geschiedenis
De plek waar nu Loil ligt is sinds lange tijd bewoond. Uit vondsten van aardewerkscherven is gebleken, dat er tussen 250 en 50 jaar voor Christus en tussen 800 en 1500 na Christus al mensen woonden op de plek waar nu de Kloosterstraat en Kapelstraat liggen.
Het dorp werd voor het eerst vermeld in 1178. In 2001 is er bij opgravingen een aantal sporen van mogelijk twee gebouwen uit ongeveer de negende tot en met de twaalfde eeuw gevonden.
In de 14e eeuw is er sprake van een 'kasteel van Loel', later genaamd het 'goed Loil' of 'Huis Loil'. In 1357 wordt Albrecht Doys van Loel leenman van dit kasteel. Hij krijgt dit leen van Jan graaf van Kleef. Na hem wordt eerst Willem van Bergh de leenman en daarna zijn zoon Oswald van Bergh. Oswald geeft het als achterleen aan Henrick van Loel. Begin 1900 werd het huis Kasteel Tengbergen genoemd. Rond 1920 werd het afgebroken. De omringende gracht werd gedempt met het puin en met de grond van de bult, waarop het kasteel stond. Het omliggende bos werd gekapt.
De havezate Overeng werd in de 14e eeuw gebouwd. Uiteindelijk werd Overeng in de jaren 70 van de 20e eeuw afgebroken en door een nieuwe boerderij vervangen.

## Bouwwerken
Loil heeft een windmolen, een voormalige katholieke kerk (Onze Lieve Vrouw Onbevlekt Ontvangen, in 2019 aan de eredienst onttrokken) en een basisschool (genoemd naar Sint Jozef). 

## Verenigingen
Loil beschikt het over enkele sport- en vele vrijetijdsverenigingen, zoals bijvoorbeeld de schutterij, de muziek- en toneelvereniging en carnavalsvereniging. Jaarlijkse hoogtepunten zijn carnaval, sfeermarkt in combinatie met de survivalrun en het schuttersfeest.

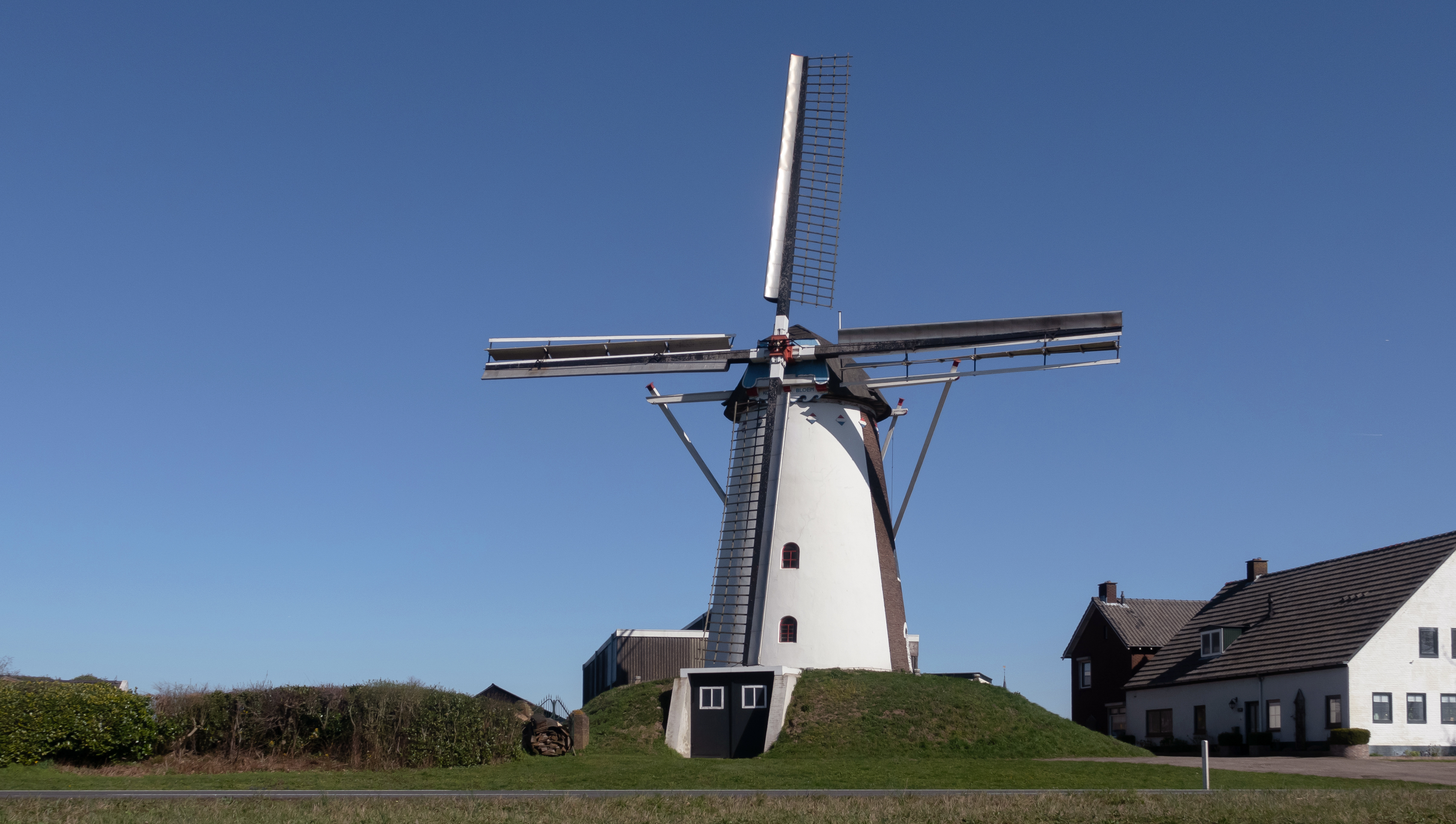
Molen "De Korenbloem"